# Botschaft der Volksrepublik China (Bonn)

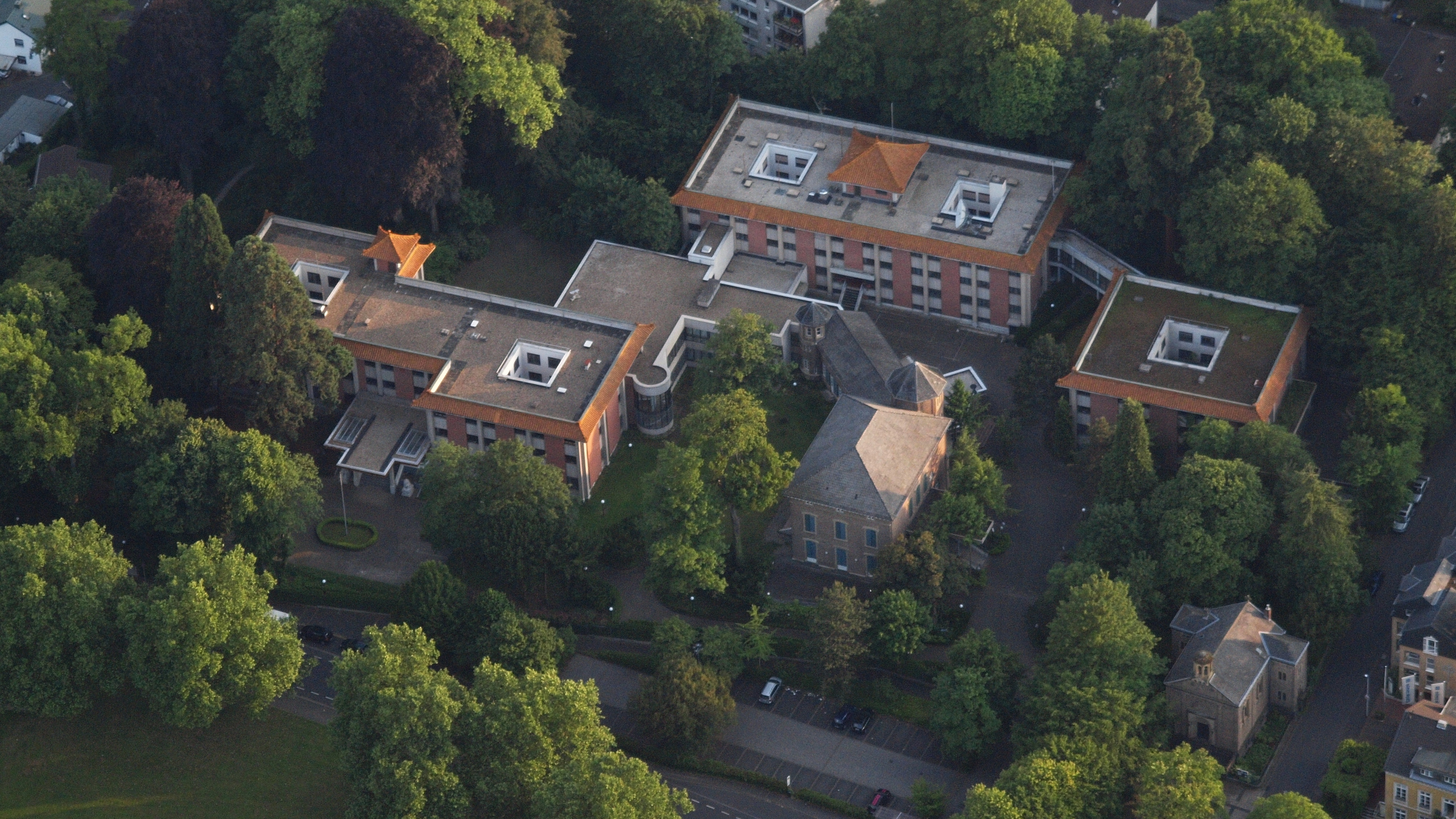
Gebäude der chinesischen Botschaft, Kurfürstenallee 12/Friedrich-Ebert-Straße 59 (2014)

Die Botschaft der Volksrepublik China in der Bundesrepublik Deutschland hatte von 1984 bis 1999 ihren Sitz im Bonner Stadtbezirk Bad Godesberg. Die Botschaftsgebäude, bestehend aus dem Schloss Rigal von 1849 und drei 1983/84 errichteten Neubauten, befinden sich im Ortsteil Alt-Godesberg an der Kurfürstenallee (Hausnummer 12) Ecke Friedrich-Ebert-Straße (Hausnummer 59) gegenüber der Rigal’schen Wiese und bilden den südlichen Abschluss der sog. „Kurfürstlichen Zeile“. Sie werden weiterhin durch die Volksrepublik China genutzt, bis 2005 und seit 2015 wieder als Außenstelle der Botschaft.

## Geschichte

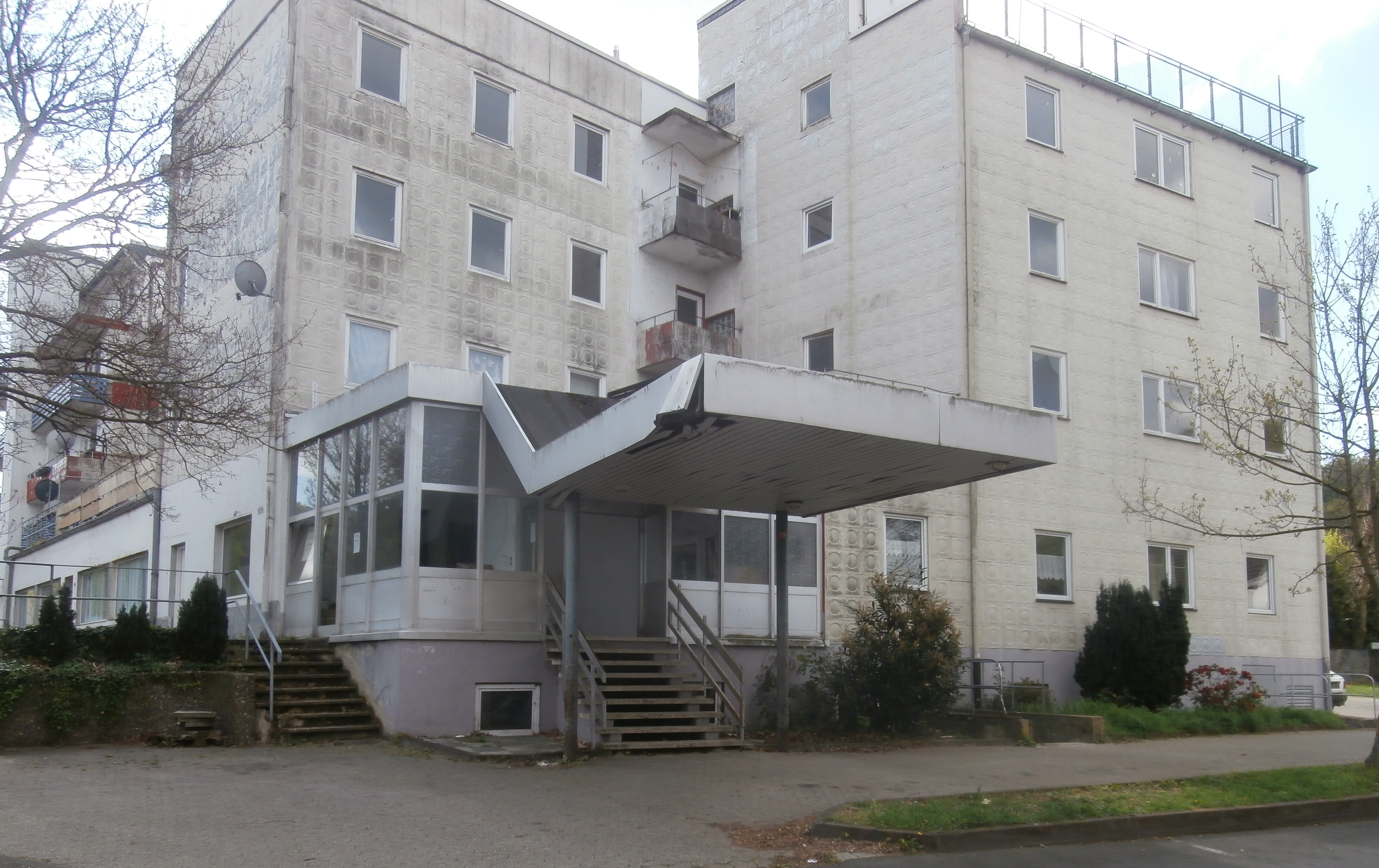
Ehemaliges Kanzleigebäude der Botschaft der Volksrepublik China in Niederbachem (2014)

Nach der Aufnahme diplomatischer Beziehungen zur Bundesrepublik Deutschland im Jahre 1972 eröffnete die Volksrepublik China im Februar 1973 eine Botschaft am Regierungssitz Bonn. Die Kanzlei der Botschaft nahm ihren Sitz in einem angemieteten vormaligen Hotelgebäude in Niederbachem (Konrad-Adenauer-Straße 104), einem Ortsteil der Gemeinde Wachtberg südwestlich von Bonn; die Handelsabteilung war außerhalb des Kanzleigebäudes ebenfalls in Niederbachem (Bondorfer Straße 3a) beheimatet. Von Beginn an plante China, ein eigenes Botschaftsgebäude in Bonn zu errichten und hielt Ausschau nach einem geeigneten Grundstück, das von der Bundesrepublik im Gegenzug für ein Grundstück für die deutsche Botschaft in Peking bereitzustellen wäre. Bereits Ende 1973 erwarb China das 1,2 Hektar umfassende Gelände der palaisähnlichen Villa „Schloss Rigal“ im Zentrum von Bad Godesberg, dem räumlichen Schwerpunkt der diplomatischen Vertretungen, 1849 als Sommersitz für Ludwig Maximilian Freiherr von Rigal-Grunland erbaut. Die chinesische Botschaft drängte die Stadt Bonn, kurzfristig die öffentlich-rechtlichen Voraussetzungen für die vorgesehene Bebauungsart in Form eines Bebauungsplans zu schaffen; aufgrund einer Verzögerung bei den Verhandlungen über den Erwerb eines Grundstücks in Peking schob die Bundesregierung die Umsetzung des chinesischen Bauvorhabens hinaus. Im Januar 1981 war der Bebauungsplan erstellt, sodass der Bundesaußenminister der Botschaft mitteilen konnte, dass nunmehr der Bauantrag gestellt werden könne. Die Stadt Bonn übersandte dem Bundesaußenminister mit Schreiben vom 25. August 1981 die Baugenehmigung für den zu errichtenden Botschaftsneubau, dieser sandte sie der Botschaft mit Verbalnote vom 2. Oktober 1981 zu.
Die Bauarbeiten wurden im Juli 1982 aufgenommen. Der neue Botschaftskomplex sollte sowohl die Kanzlei in drei zu errichtenden Neubauten als auch die Residenz, Wohnsitz des Botschafters, in dem zu renovierenden Schloss Rigal aufnehmen. Die Planung lag in Händen der Bundesbaudirektion, als Generalunternehmer mit der Ausführung war die Hochtief AG beauftragt. Zahlreiche chinesische Facharbeiter waren auf der Baustelle beschäftigt. Im März 1984 erhielt der Bundesaußenminister den Schlussabnahmeschein für den fertiggestellten Neubau der Botschaft, den er am 23. März 1984 der chinesischen Botschaft übersandte. Die Schlüsselübergabe an den chinesischen Botschafter (An Zhiyuan) fand am 20. Juni 1984 statt. Die Abteilung für Wirtschaft und Handel war in einem eigenen, durch einen niedrigen Quertrakt angebundenen Haus am Nordrand des Komplexes beheimatet und hatte folglich eine separate Anschrift (Friedrich-Ebert-Straße 59). Als einzige Abteilung der Botschaft blieb die Abteilung für Bildungswesen außerhalb des neuen Botschaftsgebäudes im Ortsteil Godesberg-Villenviertel (Rheinallee 53) untergebracht. Im Ortsteil Mehlem (An der Nesselburg 88) soll China zudem über ein Gästehaus verfügt haben.
Im Zuge der Verlegung des Regierungssitzes nach Berlin (1999) zog die chinesische Botschaft im November 1999 mit 40 bis 50 Mitarbeitern nach Berlin um (→ Chinesische Botschaft in Berlin). In Bonn wurde zunächst eine Außenstelle der Botschaft mit einer Handels- und einer Visaabteilung belassen, deren Konsularbezirk das Bundesgebiet außer den Ländern Bremen, Hamburg, Niedersachsen und Schleswig-Holstein umfasste. Letztere wurde als zuletzt einzige noch zur Außenstelle gehörende Abteilung mit vier Angestellten im Juni 2005 dem zu diesem Zeitpunkt neu eröffneten chinesischen Generalkonsulat in Frankfurt am Main angegliedert und zog am 27. August 2005 dorthin um. Die bisherigen Botschaftsgebäude standen nun leer, wurden aber weiterhin durch China instand gehalten und gelegentlich für die Öffentlichkeit geöffnet. Verschiedentliche Planungen für eine neue Nutzung der Liegenschaft, darunter 2007 als europäisches Zentrum für traditionelle chinesische Medizin und 2009 als deutsch-chinesisches Bildungszentrum, zerschlugen sich zunächst. Ende 2012 wurde bekannt, dass dort ein Gästehaus für chinesische Diplomaten und Botschaftsangehörige eingerichtet werden soll und Kulturveranstaltungen geplant sind. Zu diesem Zweck war eine Sanierung im Gange. Seit Frühjahr 2015 besteht dort wieder eine Außenstelle der Botschaft, die offiziell im September 2015 in Betrieb genommen wurde und mit einem Botschaftssekretär besetzt ist (Stand: Mai 2022). Sie wird auch als Konferenzzentrum für Veranstaltungen der Botschaft genutzt und beheimatet die Gebäudeverwaltung für die vier chinesischen Generalkonsulate in Hamburg, München, Frankfurt am Main und Düsseldorf.

## Gebäude
Die chinesischen Botschaftsgebäude sind ein Komplex aus vier miteinander verbundenen Bauten: Dem im Zentrum zur Kurfürstenallee hin gelegenen Schloss Rigal von 1849 (ehemals Residenz) – ein zweigeschossiger, spätklassizistischer Backsteinbau – und drei rückwärtigen Neubauten der Jahre 1982–1984 (ehemals Kanzlei), von denen einer als Gästehaus der Botschaft diente. Sie sind in der Formensprache chinesischer Architektur gehalten, um fünf Innenhöfe gruppiert und besitzen landestypische Pagodendächer, deren glasierte Dachziegel aus China importiert wurden. Die Empfangshalle ist im Innern besonders prachtvoll gestaltet. Die Botschaftsgebäude stehen in einer etwa 12.000 m² umfassenden Parkanlage, die über einen wertvollen Baumbestand verfügt und ein chinesisches Teehaus aufnimmt.